# Síndrome de Aagenaes
A Síndrome de Aagenaes é uma condição caracterizada pela hipoplasia congénita dos vasos linfáticos, causando linfedema dos membros inferiores e colestase, na infância. Progride lentamente para cirrose hepática.
A causa genética é desconhecida. Tem hereditariedade autossómica recessiva, sendo que o gene responsável está localizado no cromossoma 15q.
A caracteristica comum desta condição é a anomalia linfática generalizada. A condição é especialmente frequente no sul da Noruega, onde mais de metade dos casos foram reportados.
É também caracterizado por:
- Icterícia
- Hemangioma capilar
- Hepatomegalia

O nome da condição advém do pediatra norueguês Oystein Aagenaes.